# Russula vinosopurpurea
Espèce
Russula vinosopurpurea, est une espèce de champignons basidiomycètes de la famille des Russulacées.
Il s'agit d'une espèce au chapeau brun pourpré à brun vineux. Sa sporée est particulièrement ochracée (coloration IVd) et ses spores sont ornées de fortes verrues coniques. Elle est en association mycorhizienne avec le Hêtre sans en être strictement inféodée. Elle est proche de Russula veternosa et Russula decipiens.